# 奧地利的喬安娜
奧地利的喬安娜（葡萄牙語：Joana de Áustria，1535年6月24日—1573年9月7日），葡萄牙親王妃（Princess of Portugal），神聖羅馬皇帝查理五世的女兒。

## 家庭
1552年，喬安娜與葡萄牙王儲若昂·曼紐結婚。若昂·曼紐的母親是喬安娜的姑姑卡塔里娜，因此兩人是表姐弟。若昂·曼紐於1554年1月2日去世，他的遺腹子塞巴斯蒂安於同月20日出生。
1557年塞巴斯蒂昂继位后，乔安娜与婆婆兼姑妈争夺摄政权，但被父親西班牙太上王查理五世召回为兄长费利佩二世摄政，从此再未见到自己的亲生儿子，仅保持通信。